# Lombard (Santa Lucía)
Lombard es una localidad de Santa Lucía que forma parte del distrito de Micoud.